# Entoloma pallescens
Entolóma palléscens (лат.) — вид грибов, входящий в род Энтолома (Entoloma) семейства Энтоломовые (Entolomataceae).
Синонимы:
- Nolanea majalis Velen. 1939, nom. illeg.
- Nolanea pallescens (P. Karst.) P. Karst., 1890
- Nolanea pascua var. pallescens P. Karst., 1879basionym

## Биологическое описание
- Шляпка 0,8—4 см в диаметре, у молодых грибов конической или колокольчатой формы, затем раскрывается до выпуклой и плоско-выпуклой, с заметным бугорком в центре, гигрофанная, окрашена в жёлто-коричневые или красно-коричневые тона, при подсыхании светлеет, гладкая, блестящая. Край шляпки у молодых грибов подвёрнут.
- Мякоть плотная, одного цвета с поверхностью или светлее, с обычно пресным вкусом и иногда приятным запахом.
- Гименофор пластинчатый, пластинки довольно частые, приросшие к ножке, почти свободными от неё или с нисходящими на неё зубцами, у молодых грибов коричневатые, с возрастом приобретают розоватый оттенок. Край пластинок неровный.
- Ножка 6—16 см длиной и 0,4—1,5 см толщиной, обычно расширяющаяся книзу, окрашена немного светлее шляпки, в коричневые тона, покрытая заметными серебристо-серыми полосками, в верхней части с мучнистым налётом. Кольцо отсутствует.
- Споровый порошок светло-розового цвета. Споры 9,5—12,5×7,5—9 мкм, 5—8-угольные. Базидии четырёхспоровые, с пряжками. Цистиды отсутствуют. Кутикула шляпки — кутис, состоящий из узких цилиндрических или веретеновидных гиф до 11 мкм толщиной[1].

Токсические свойства Entoloma pallescens не изучены.

## Ареал и экология
Entoloma pallescens широко распространена в Северной и Центральной Европе, встречается довольно часто. Произрастает обычно группами на земле в хвойных лесах.